# Карвер, Джонатан
Джонатан Карвер (англ. Jonathan Carver; 13 апреля 1710, Коннектикут — 31 января 1780) — английский путешественник.
Служил в английской армии, участник франко-индейской войны, принимал участие в походе против Канады. В 1766 предпринял путешествие по верхнему течению Миссисипи и к озеру Верхнему, исследовал его северный и восточный берега. Описание его путешествий. «Travels through the interior parts of North-America» (1768).